# Алейський міський округ
Але́йський міський округ (рос. Алейский городской округ) — міський округ у складі Алтайського краю Російської Федерації.
Адміністративний центр та єдиний населений пункт  — місто Алейськ.

## Населення
Населення — 29249 осіб (2019; 29510 в 2010, 28551 у 2002).